# A kör 2. – A félelem
A kör 2. – A félelem (リング2; Ringu 2) 1999-es japán horrorfilm, amit Nakata Hideo rendezett. A Kör folytatása.

## Cselekmény
Miután Sadako maradványait felhozták a kútból, behívják az egyetlen, még élő családtagot, Takashi Yamamurát azonosításra. Szerinte ez egész biztos Sadako, és egy félelmetes látomás után követeli hogy tüntessék el. Omuta azonban közöl vele egy ijesztő észrevételt: A csontváz épsége alapján csak 1-2 éve halhatott meg, tehát a lány közel 30 évig életben volt a kútban.
Okazaki az irodában Reiko riportját nézi az átokvideóról. A nő Ryuji halála óta nem jött munkába és a lakásán sem tartózkodik. Közben megjelenik az irodában Mai Takano, Ryuji asszisztense és Reiko felől érdeklődik, hátha tudja, mi történt a volt férjével.
Takano Okazakival elmegy Reiko lakására de nem találnak semmit a törött tévén és egy szétégetett kazettán kívül. Takanonak eszébe jut hogy Reiko utoljára egy kazettáról kérdezte. Hirtelen csörögni kezd a telefon: A rendőrség próbálja Reikot elérni, miután aznap reggel az apját holtan találták. Reiko egy héttel ezelőtt megnézette vele a kazettát hogy megmentsék Yoichit.
Okazaki riportot készit a kazettáról, Kanae Sawaguchival, egy fiatal lánnyal, aki csinál neki egy másolatot. Ez azonban azt jelenti hogy Kanae megnézte a videót és arra kéri Okazakit hogy nézze meg a másolt kazettát, lehetőleg minél hamarabb. 
Yoichi iskolájában már legalább 10 napja nem látták a gyereket, Takanonak viszont látomásai vannak a gyerekről és Ryujiról is. Ezt követően megtudják hogy Reiko unokahúga, Tomoko halálakor vele volt egy lány, Masami Kurahashi, aki a történtek hatására elmegyógyintézetben él és nem megy TV közelébe. Bemennek a kórházba, hátha többet tudnak meg a kazettáról. A betegek felvételénél fotót szoktak csinálni róluk, de Masami fotóján megjelenik a 3. személy a videóról. Takano kirohan a folyosóra, ahol szembe találja magát Masamival. A lány fél a TV-től, mégis közel megy hozzá. Masami félelmei előhívják a videón szereplő kutat Sadakoval együtt, ami kiborítja a többi beteget. Takano meglátja Masami emlékeit: A lány Tomoko halála után szembekerült Sadakoval. Masami hosszú idő után újra megszólal és segítséget kér Takanotól.
Takano egy plázában megtalálja Yoichit. A gyerek nagyapja és apja halála óta nem szólt egy szót se. Időközben Reiko előkerül és egy albérletbe mennek. Takano elmondja, mi történt a kórházban és hogy talán Yoichit is újra szóra lehetne bírni. Reiko nem szívesen emlékszik vissza a történtekre de bármikor szívesen látja Takanot. A következő alkalommal Reiko elmondja hogy mikor hazaértek a szülei házától, a tv állandóan bekapcsolt, ha Yoichi a közelébe ment. A kórházban Masamit próbálják megszabadítani Sadakotól de a lány rossz emlékei elkezdik rögzíteni a videót egy előre behelyezett kazettára. Masami belehal a kísérletbe, Takano pedig összetöri a tévét a kazettával együtt.
Kanae felhívja Okazakit, remélve hogy megnézte a másolatot de Okazaki hazudik a lánynak, Kanae pedig kis idő múlva meghal. 
Reiko elviszi Yoichit a kórházba, de Takano telepatikus úton figyelmezteti a gyereket. Yoichi ismét megszólal és az anyjával együtt kimenekülnek az épületből. A gyerek átér a túloldalra de Reiko bekerül egy látomásba, ahol apjával találkozik. A nőt halálra gázolja egy busz de Takano elviszi Yoichit a Yamamura szállóba, remélve hogy tehet érte valamit.
Okazaki nem tudja kitörölni Kanae interjúját, a lány szelleme pedig elkezdi kisérteni.
Dr. Kawajiri követi Takanot a Yamamura szállóba hogy elküldjék Sadako szellemét. Takanonak látomása van, ahogy Shizuko a tükör előtt fésülködik, akárcsak a videón, majd a tükör darabokra törik. Takashi közben megkapja Sadako arcának rekonstrukcióját, és beledobja a tengerbe. Kawajiri felszerelése megérkezik és kiüzetik Sadakot Yoichiból. Takano a gyerekkel együtt a kútban találja magát, ahol Ryuji átveszi Yoichi félelmét és egy kötélen felmásznak. Ryuji, mielőtt eltűnik, arra kéri a lányt hogy ne nézzen vissza. Takano mégis visszanéz, látva, ahogy Sadako kiemelkedik a vízből, majd utánuk mászik. Sadako csak annyit kérdez, mért csak ő menekült meg, majd vissza esik a vízbe. Takano és Yoichi a felszínre jutnak.
Okazaki ugyanabba a kórházba kerül, ahol Masami is volt, Kanae szelleme pedig örökké kisérteni fogja.

## Szereplők
| Szereplő         | Színész           | Magyar hang       |
| ---------------- | ----------------- | ----------------- |
| Mai Takano       | Miki Nakatani     | Molnár Ilona      |
| Okazaki          | Yūrei Yanagi      | Seder Gábor       |
| Ryuji Takayama   | Hiroyuki Sanada   | Selmeczi Roland   |
| Kanae Sawaguchi  | Kyoko Fukada      | Simonyi Piroska   |
| Yoichi Asakawa   | Rikiya Ôtaka      | Morvay Bence      |
| Reiko Asakawa    | Nanako Matushima  | Kiss Virág        |
| Sadako Yamamura  | Rie Inou          | Roatis Andrea     |
| Takashi Yamamura | Yoichi Numata     | Tolnai Miklós     |
| Koichi Asakawa   | Katsumi Muramatsu |                   |
| Omuta Nyomozó    | Kenjiro Ishimaru  | Haás Vander Péter |
| Masami Kurahasi  | Hitomi Satô       | Solecki Janka     |
| Shizuko Yamamura | Masako            |                   |
| Dr. Kawajiri     | Fumiyo Kohinata   | Beratin Gábor     |